# Dinornis
Genre
Dinornis est un genre fossile d'oiseaux appelés moa de la famille des Dinornithidés, endémique à la Nouvelle-Zélande et éteint depuis le XVIe siècle.

## Liste d'espèces
Le genre Dinornis rassemble les espèces suivantes :
Selon Proceedings of the National Academy of Sciences :
- Dinornis novaezealandiae †
- Dinornis robustus †

Selon BioLib (22 mars 2018) et NCBI (22 mars 2018) :
- Dinornis giganteus Owen, 1844 †
- Dinornis novaezealandiae Owen, 1843 †
- Dinornis struthioides Owen, 1844 †
- Dinornis torosus Hutton, 1891 †

Selon Catalogue of Life (22 mars 2018) et Paleobiology Database (22 mars 2018):
- Dinornis giganteus Owen, 1844 †
- Dinornis struthoides Owen, 1844 †